# Cattleya crispata
Cattleya crispata là một loài thực vật có hoa trong họ Lan. Loài này được (Thunb.) Van den Berg mô tả khoa học đầu tiên năm 2008.

## Hình ảnh

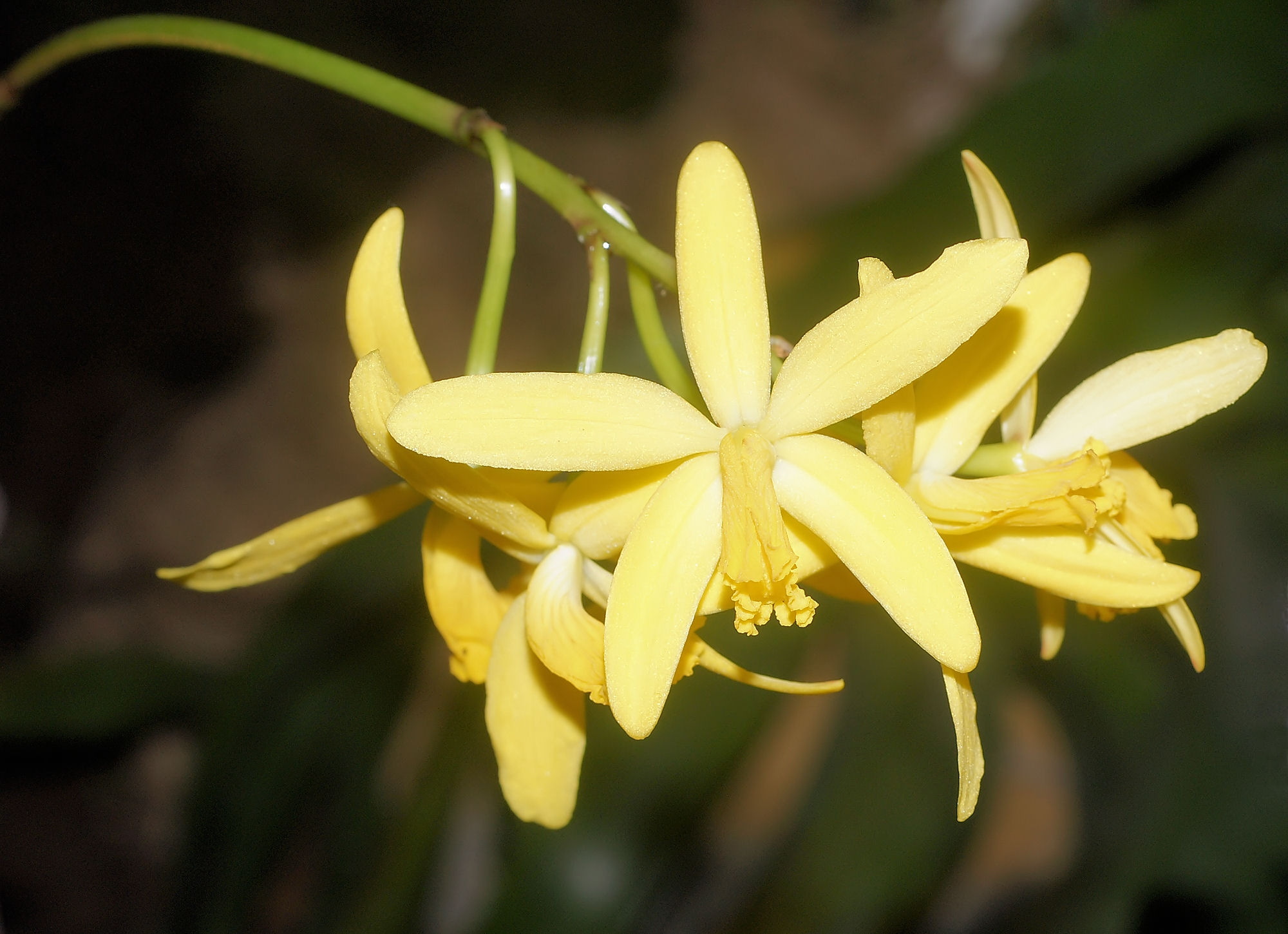